# Football bulle

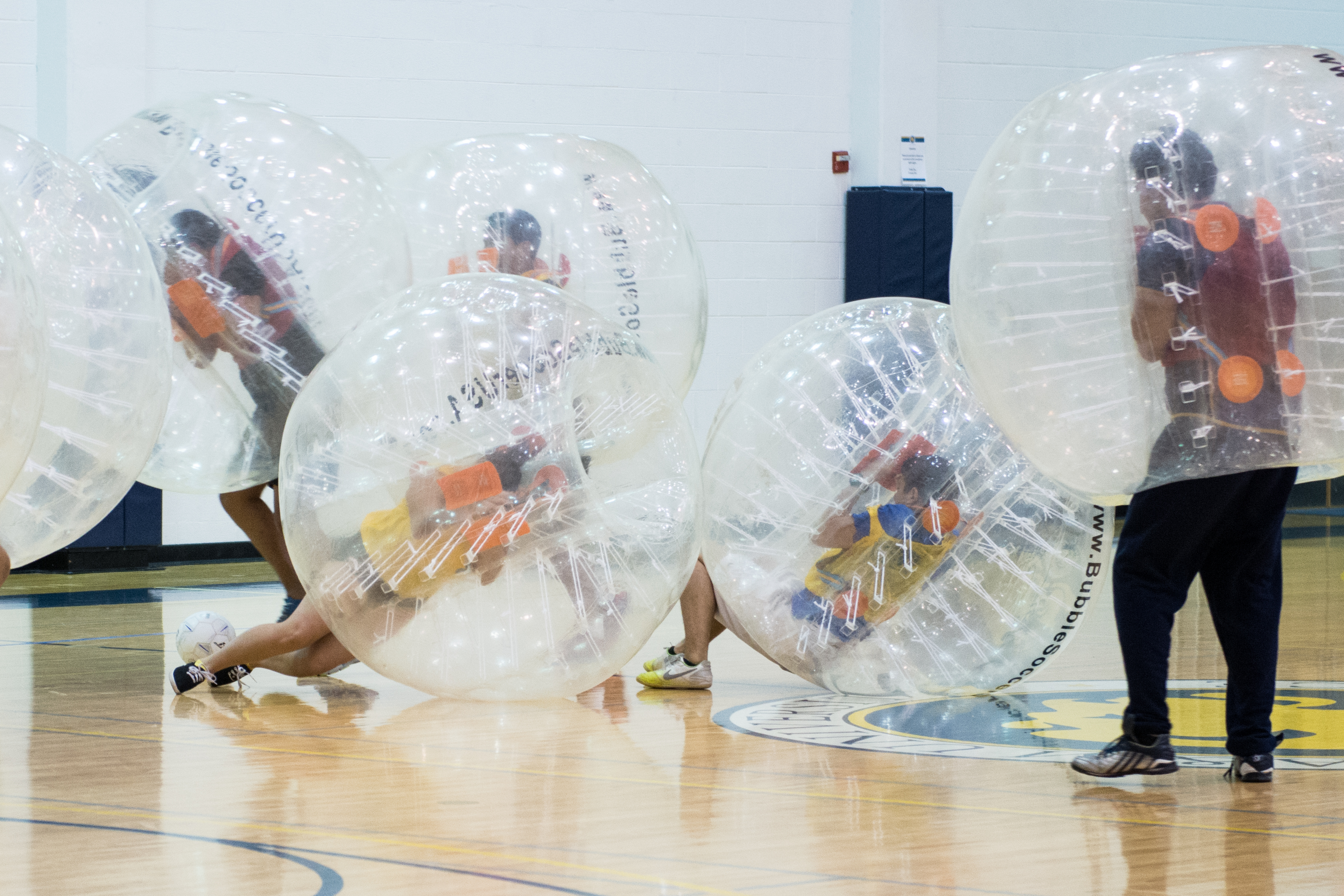
Des étudiants durant une partie de football bulle à l'université A&M du Texas, aux États-Unis.

Le football bulle ou, au Canada, le soccer bulle (anglais : Bubble football) est un loisir sportif consistant à jouer une partie de football dans des bulles gonflables en plastique transparent qui ne laissent dépasser que les jambes des joueurs. Ces derniers peuvent entrer en collision avec leurs adversaires pour les faire tomber sans leur faire mal.